# Jehlovec
Jehlovec (Sloanea) je rod rostlin z čeledi mastnoplodovité. Jsou to vesměs stromy s jednoduchými nebo téměř vstřícnými, dlouze řapíkatými listy. Květy jsou čtyř nebo pětičetné, většinou s na konci dřípenými korunními lístky a větším počtem tyčinek. Plodem je tobolka, na povrchu často ostnitá. Rod zahrnuje asi 150 druhů a je rozšířen v tropické Americe, Asii, Austrálii, Nové Guineji, Tichomoří a Madagaskaru. Centrum druhové diverzity je v Amazonii.
Některé druhy jehlovců poskytují kvalitní dřevo nebo slouží v domorodé medicíně. Mohou mít dráždivé účinky.

## Popis
Jehlovce jsou malé až vysoké stromy, dorůstající vyššího korunního patra (až 50 metrů), případně i keře. Stromovití zástupci mají často opěrné pilíře u paty kmene. Listy jsou jednoduché (u juvenilních rostlin někdy zpeřené), střídavé až téměř vstřícné (nezřídka obojí na téže rostlině), celokrajné nebo zubaté, se zpeřenou nebo od báze trojžilnou žilnatinou. Palisty jsou čárkovité až listovité, párové, volné, opadavé nebo vytrvalé, občas mohou chybět. Řapíky jsou dlouhé nebo i krátké, na vrcholu a někdy i na bázi s nápadnou ztlustlinou (pulvinem). Květy jsou čtyřčetné nebo pětičetné, jednotlivé nebo uspořádané ve zpravidla bohatých květenstvích různých typů. Kališní lístky jsou volné, u některých druhů kalich chybí. Korunní lístky jsou na vrcholu většinou dělené nebo zubaté, výjimečně celokrajné. Převážná většina amerických a některé australské druhy jsou bezkorunné. Tyčinek je větší počet (20 až mnoho), jsou přirostlé k tlustému, širokému květnímu disku a mají nitky kratší než prašníky. Semeník obsahuje 2 až 5 komůrek, v každé je 8 až 30 vajíček. Čnělka je nevětvená nebo dělená do tolika částí, kolik je plodolistů. Plodem je kulovitá nebo vejcovitá, dřevnatá, pouzdrosečná tobolka. Plody jsou často na povrchu ostnité a uvnitř jasně zbarvené. Obsahují 1 až mnoho semen. Semena jsou obklopena sarkotestou nebo míškem.

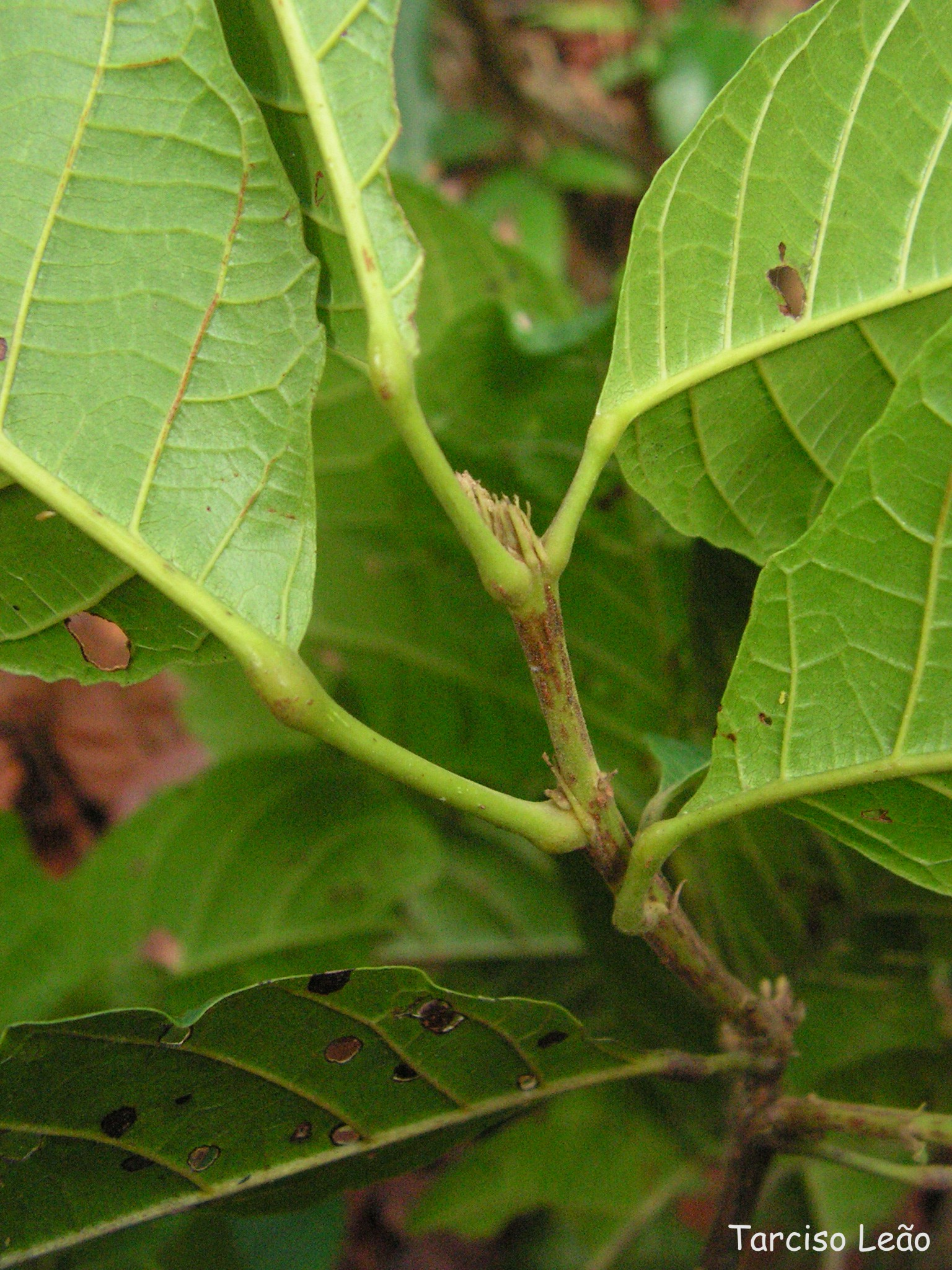
Listy Sloanea guianensis s pulvinátními řapíky
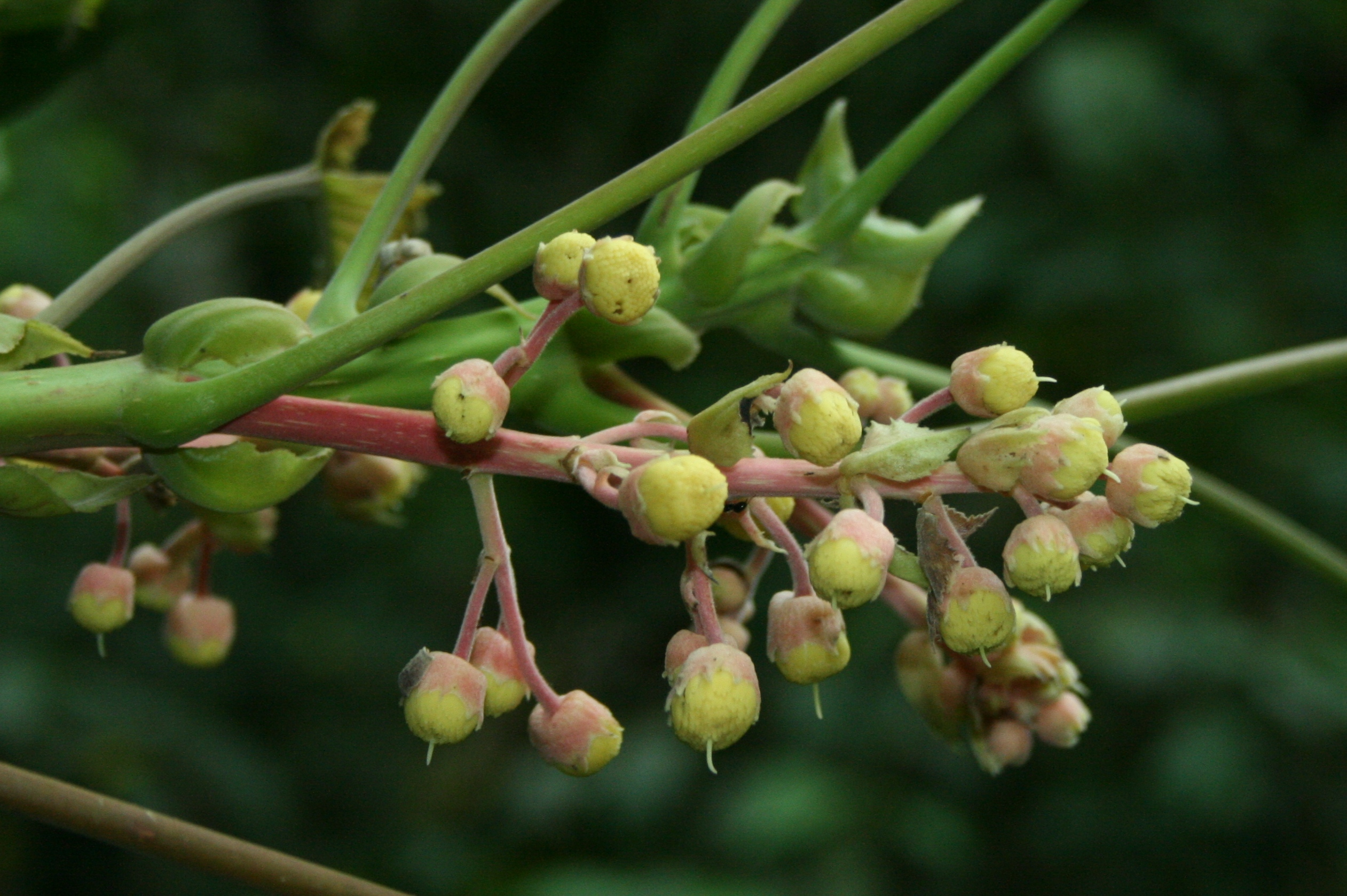
Bezobalné květy Sloanea grandiflora
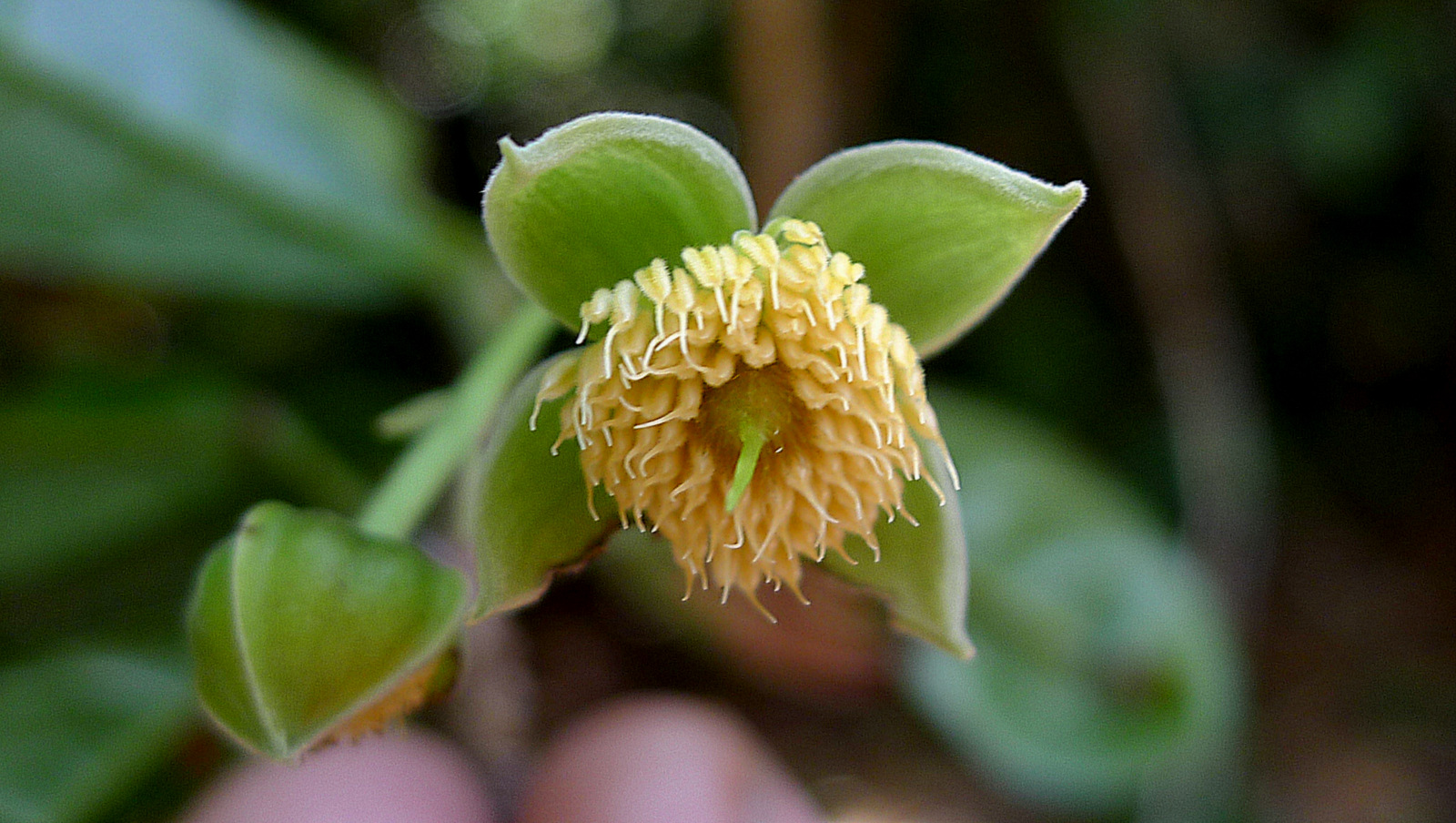
Květ Sloanea garckeana
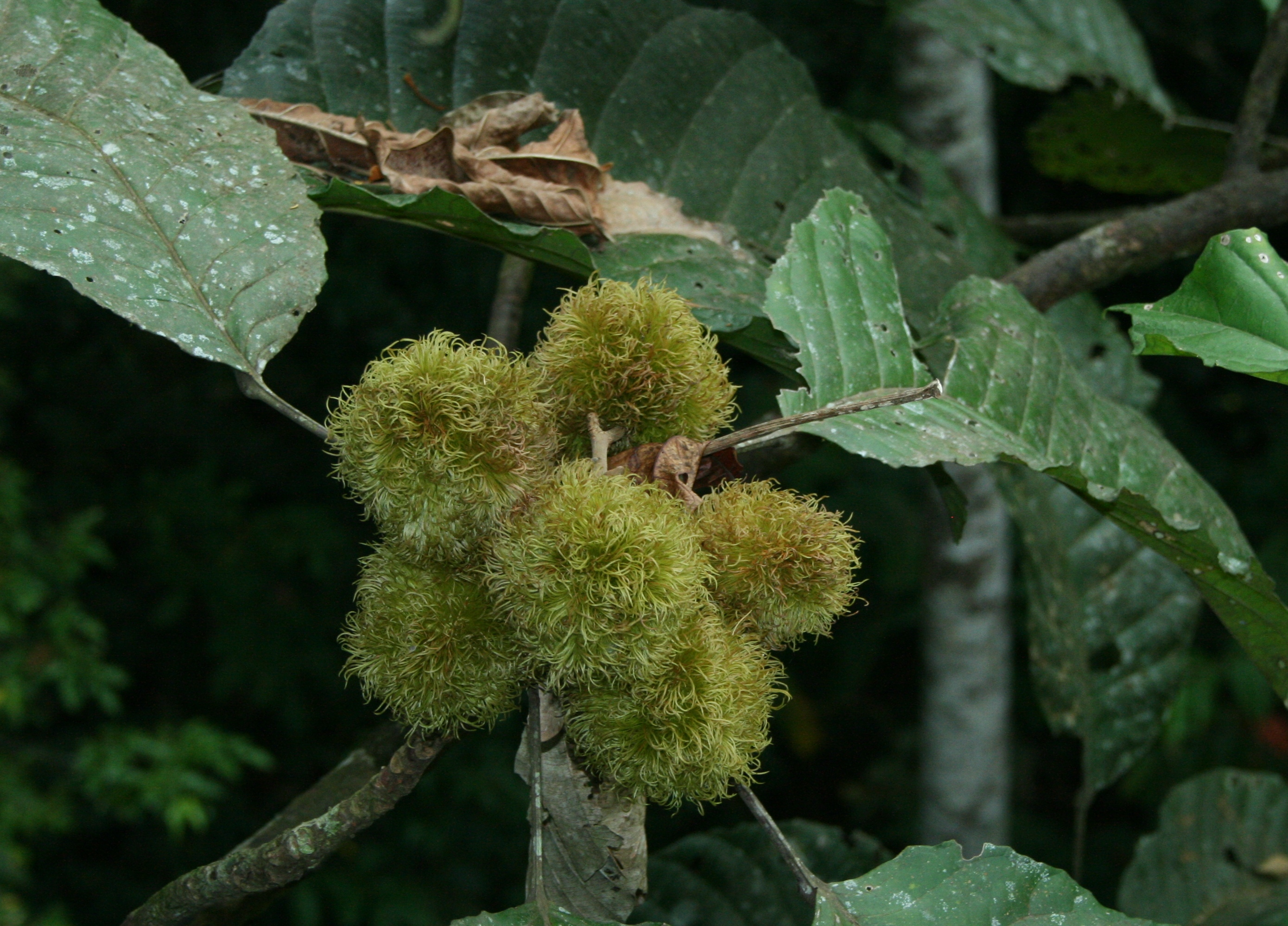
Plodenství Sloanea grandiflora
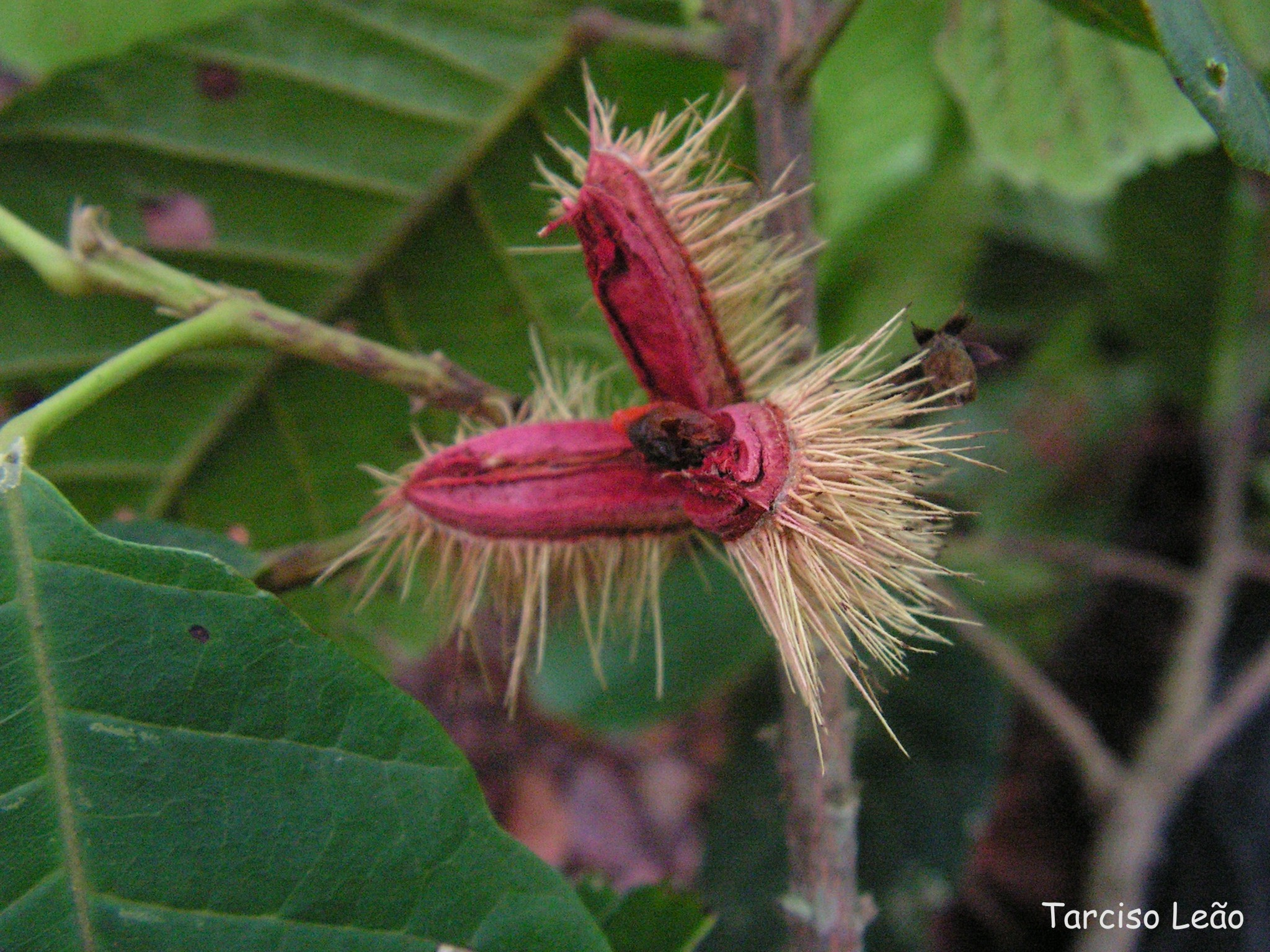
Otevřená tobolka Sloanea guianensis

## Rozšíření
Rod jehlovec je největším rodem čeledi mastnoplodovité a zahrnuje asi 150 druhů. Je rozšířen v tropech téměř celého světa s výjimkou Afriky, několik druhů přesahuje i do subtropů. Většina druhů se vyskytuje v tropické Americe.
Spolu s rodem Aristotelia je jediným rodem dané čeledi, který se vyskytuje v tropech Starého i Nového světa.
Největší počet druhů roste v tropické Americe, kde se jehlovce vyskytují od severozápadního Mexika po Argentinu, Bolívii a jihovýchodní Brazílii a rostou také na většině Karibských ostrovů. Centrum druhové diverzity je v povodí Amazonky a Orinoka a v oblasti Guyan.
V Amazonii se jehlovce většinou vyskytují velmi roztroušeně v primárním tropickém deštném lese, a to buď jako vysoké stromy dosahující korunního patra, nebo jako nižší stromy v pralesním podrostu. Některé druhy rostou v oblastech savan jako složka poříčních galeriových lesů. Mimo oblast Amazonie se v tropické Americe vyskytuje celkem 17 druhů.
V Asii roste celkem asi 40 druhů a jsou rozšířeny od Indie až po Tichomoří.
Z Číny je uváděno 14 druhů, z toho 7 endemických, z východní Austrálie 4 druhy. V Indočíně a pevninské Malajsii se vyskytuje 6 druhů, dva z nich zasahují i na ostrovy jihovýchodní Asie. Vysoký endemismus je na Nové Guineji, kde roste 18 endemických druhů (včetně Šalomounových ostrovů). Další centra druhové diverzity v tropech Starého světa jsou na Nové Kaledonii (9 druhů) a v oblasti jižní Číny a severní Indočíny. Na Madagaskaru roste pouze jeden endemický druh (někdy rozdělovaný do 2 až 3 samostatných druhů).

## Obsahové látky a jedovatost
Jehlovce nejsou jedovaté rostliny, některé druhy však mají dráždivé účinky. Dřevo australského druhu Sloanea australis může způsobit poškození kůže a dermatitidu.
Na plodech Sloanea garckeana jsou žahavé chloupky. Rovněž jehlicovité chlupy na plodech Sloanea terniflora způsobují podráždění pokožky a mohou být nebezpečné pro oči. Po šplhání na Sloanea laurifolia byly zaznamenány potíže v podobě pálení v krku a závratí.

## Význam
Řada druhů jehlovců má kvalitní, tvrdé a trvanlivé dřevo, vzhledem k velmi roztroušenému výskytu ale těžba není ekonomická a jeho využití je proto spíše lokální. Velmi tvrdé dřevo, které se hodí např. na výrobu zemědělských nástrojů, mají např. druhy Sloanea faginea a Sloanea laurifolia. Z tvrdého dřeva Sloanea monosperma, Sloanea multiflora a Sloanea tuerckheimii a dalších druhů se staví různé konstrukce. Kořenové náběhy některých druhů (Sloanea laxiflora, S. terniflora) slouží místně k výrobě vesel, dveří, stolů a jiných řemeslných výrobků. Dřevo Sloanea laurifolia se používá jako palivo, neboť hoří i čerstvé a za deště. Dřevo australského druhu Sloanea australis je růžové až červené, trvanlivé a poměrně měkké. Používá se v truhlářství např. k výrobě nábytku. Druh Sloanea jamaicensis má velmi tmavé, tvrdé a těžké dřevo, které se používá jako eben.
Míšek obklopující semena některých druhů je jedlý. Semena Sloanea medusula slouží ve Střední Americe jako nouzová potrava.
Některé druhy jehlovců mají význam v domorodé medicíně. Jehlovec Sloanea medusula je používán při úplavici, Sloanea rhodantha působí proti malárii. Z mladých listů Sloanea zuliaensis byla izolována látka ze skupiny kukurbitacinů se silnými cytotoxickými účinky proti některým liniím rakovinných buněk.